# Đương nhiệm
Đương nhiệm có nghĩa là người nắm giữ chức vụ chính trị hiện tại. Thuật ngữ này thường dùng trong bầu cử, khi cuộc đua chức vụ được định nghĩa giữa người đương nhiệm và các ứng cử viên khác. Ví dụ, trong bầu cử tổng thống Hoa Kỳ, 2012, Barack Obama là tổng thống đương nhiệm, vì ông được thắng cử bình chọn tổng thống.

## Lợi điểm
Nói chung, người đương nhiệm có lợi thế về cấu trúc hơn các đối thủ trong cuộc bầu cử. Thỉnh thoảng nó được so sánh ẩn dụ với "lợi thế sân nhà" trong phương diện thể thao. Thời điểm của cuộc bầu cử có thể được xác định bởi người đương nhiệm thay vì một lịch trình thiết lập sẵn. Đối với hầu hết các chức vụ chính trị, đương nhiệm thường được biết tới nhiều hơn do công việc trước đây của ông ta trong chức vụ đó. Ông ta cũng có thể truy cập tài trợ chiến dịch tranh cử dễ dàng hơn, cũng như nguồn lực của chính phủ (như đặc quyền miễn tem bưu điện) có thể gián tiếp được sử dụng để thúc đẩy chiến dịch. Một cuộc bầu cử (nhất là đối với một chức vụ trong một cơ quan lập pháp), trong đó người đương nhiệm không ra tranh cử thường được gọi là "ghế mở"; vì thiếu lợi thế cầm quyền, đây thường là những thi đua nóng bỏng nhất trong bất kỳ cuộc bầu cử nào.